# 흥청
흥청(興淸)은 조선조 연산군 10년(1504)에 왕명으로 모집한 기녀(妓女)이다.
연산군은 향연을 베풀기 위해 기녀를 체계적으로 관리했으며 조선 팔도에 채홍사(採紅使),채청사(採靑使)를 파견, 아름다운 처녀와 건강한 말을 뽑고 각 고을에서 관리하게 했다. 이들을 운평, 계평, 채홍, 속평 등 여러 단계의 호칭으로 분류, 관리하였으며 이들 가운데 제일 우수한 자들을 '흥청'이라고 하였는데, 임금이 이 중 우수하다 인정한 이는 '천과흥청'이라고 하였다. 후에는 기녀들 뿐만 아니라 그 대상을 확대해서 사회적 물의가 발생했다. 돈, 물건 따위를 아끼지 않고 마구 쓰는 모양을 가리키는 흥청망청은 흥청에서 유래하였다.

## 같이 보기
- 흥청망청
- 연산군